# Hedgardo Marín
Hedgardo Marín Arroyo (Guadalajara, 21 febbraio 1993) è un calciatore messicano, centrocampista del Cancún.

## Carriera

### Club
Ha sempre giocato nel campionato messicano.

### Nazionale
Dopo aver esordito con la maglia della nazionale nel 2016 è stato convocato per la Gold Cup nel 2017. Aveva altresì fatto parte, nel 2013, della spedizione messicana Under-20 al campionato mondiale.

## Palmarès

### Club
- Coppa del Messico: 1

Chivas: Clausura 2017

### Nazionale
- Coppa CONCACAF Under-20: 1

Messico 2013